# Перовськіт
Перовськіт — мінерал класу оксидів, підкласу складних оксидів, титанат кальцію каркасної будови. Розрізняють: перовськіт ніобіїстий — дизаналіт та перовськіт церіїстий — кнопіт.
Названий на честь російського державного діяча Л. О. Перовського (G. Rose, 1839).

## Хімічний склад
Хімічна формула: CaTiO3. Містить (%): CaO — 41,1; TiO2 — 58,9. Домішки: Fe, Nb, Cr, Al, Th. Як правило, Ca заміщується рідкісноземельними металами, а Ті — Nb i Ta з утворенням мінералів: кнопіту — CeTiO3 (вміст TR до 8 %), дизаналіту — (Ca, Na)(Ti, Nb)O3 (до 26 % Nb2О5), лопариту — (Ce, Na)(Ti, Nb)O3.

## Властивості
Сингонія моноклінна, ромбічна, у кнопіту тетрагональна.
Густина 3,95-4,04. Твердість 5,5-6. Колір переважно червонувато-бурий, жовтий, чорний. У шліфах безбарвний до фіолетово-сірого або червонувато-коричневого. Блиск алмазний. Риса біла, сірувато-жовта. Прозорий у тонких уламках. Злам нерівний до напівраковистого. Крихкий. Ізотропний.

## Розповсюдження
Трапляється як контактово-метаморфічний мінерал (у талькових і хлоритових сланцях з вапняками) і як магматичний, пов'язаний з лужними породами.
Місця знахідок: Валле-ді-Віцце, Південний Тіроль (Італія); Вуорі-Ярві, Африканда (Кольський півострів), Урал, Республіка Саха — Російська Федерація. В Україні знайдений на Волині.

## Генеза
Утворюється в магматичних умовах: в лужних ультраосновних і основних породах, карбонатитах (дизаналіт, кнопіт), кімберлітах (кнопіт), лужних базальтоїдах, а також у скарнах.

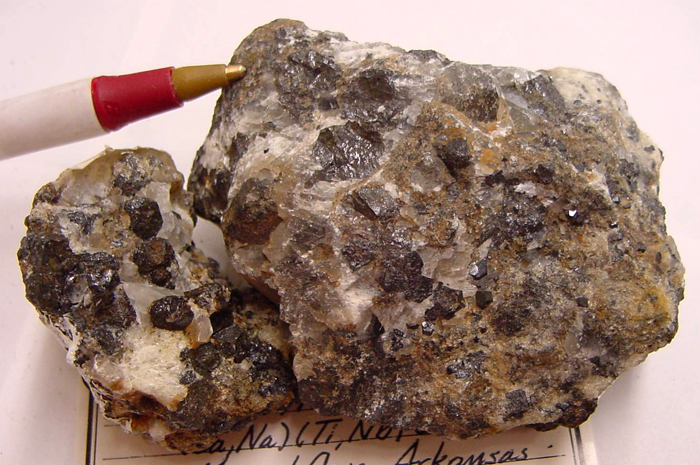
Перовськіт
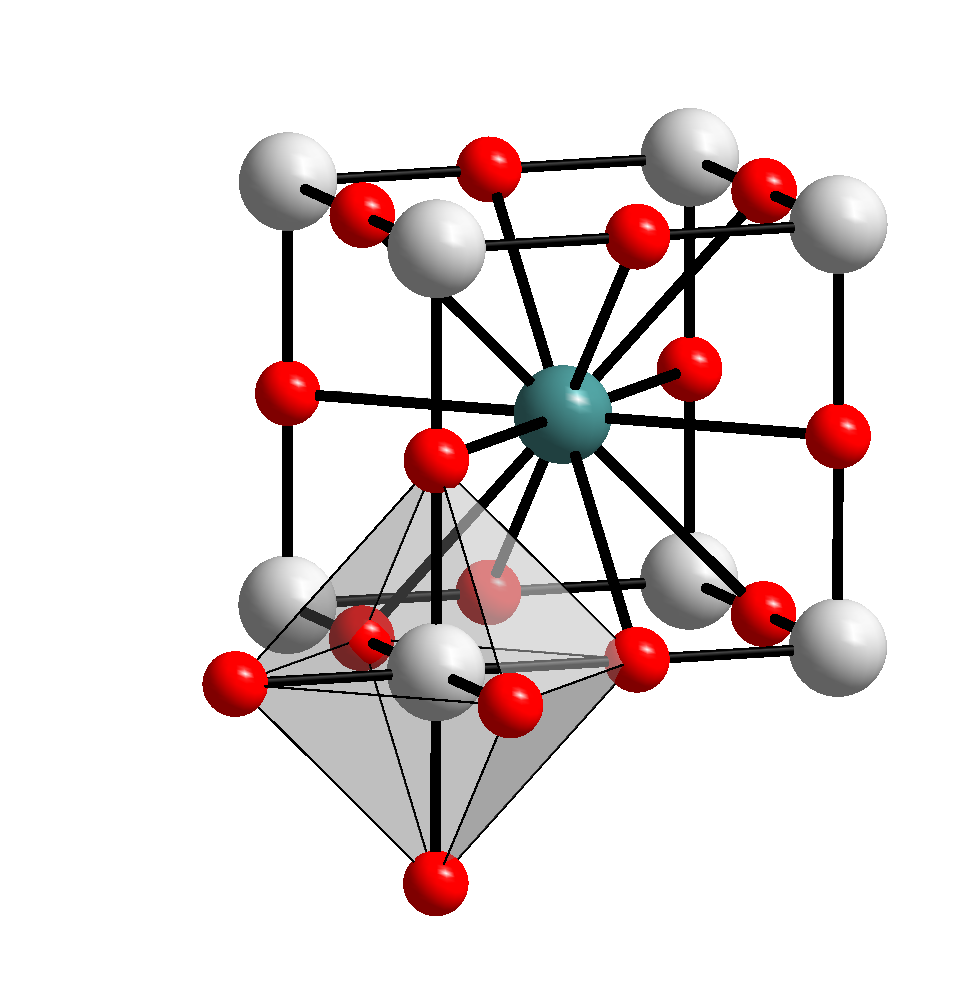
Кристалічна структура перовськіту
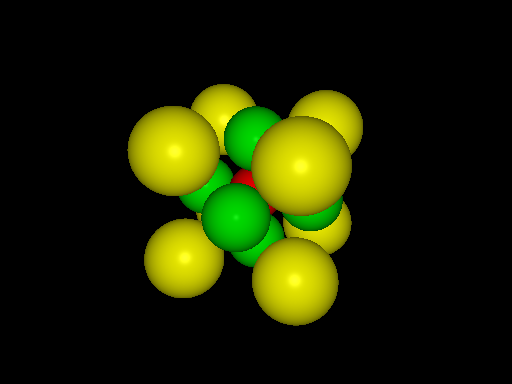
Аксонометрична картина структури перовськіту ABX3. Жовтим позначено йони A, червоним — B, зеленим — X

## Використання
Використовують у виробництві керамічних, вогнетривких і в'яжучих матеріалів. Перовськіт — потенційне джерело титану, попутно ніобію й торію. Відносно рідкісний.
Сьогодні перовськіт — це в першу чергу матеріал для виготовлення недорогих і ефективних елементів для сонячних батарей.